# Aymery de Châlus
Pour les articles homonymes, voir Chalus.
Aymery de Châlus (ou Eyméric, ou Chastellux, ou Châtelus), né vers l'an 1275 au château de Châlus et mort le 31 octobre 1349 à Avignon, fut archevêque et cardinal de l'Église catholique.

## Biographie

### Origines
Les origines d'Aymery de Châlus — dont on trouve les formes Aymeric ou Eyméric pour son prénom et Chalus, Chatelus, Chastelus, Chastellux pour son patronyme — peuvent faire débat. L'historien Paul Patier, auteur de la monographie Histoires de Chalus et sa région (1968), indique qu'il serait né au château de Châlus, vers l'an 1275, en Limousin.
Jules Chevalier (1896) précisait « Sa famille devait son nom à ce château de Châlus dans le Limousin, devant lequel le légendaire Richard Cœur de Lion avait rencontré la mort », soit Châlus, au sud-ouest de Limoges. Gustave Chaix d'Est-Ange (1910) notait qu'il pourrait être celui présent dans un acte de partage de 1290 et relevant de la famille de Chalus ou Chaslus, originaire d'Auvergne (Chalus (Puy-de-Dôme)), tout en précisant l'hypothèse limousine avancée par l'historien François Duchesne (XVIIe siècle).
Jules Chevalier le dit frère de Pierre de Châtelus, abbé de Cluny puis évêque de Valence et de Die.

### Carrière ecclésiastique
Chanoine du chapitre de la cathédrale de Limoges en 1314, archevêque de Ravenne en 1322, puis évêque de Chartres en 1332, Aymery de Châlus fut nommé cardinal au consistoire du 20 septembre 1342 par le pape Clément VI, légat en Lombardie en 1342, puis en Romagne, Corse, Sardaigne, puis en Sicile qu'il a gouverné deux ans au nom du pape.
Il résida à la cour papale d'Avignon. Au cours des années 1343 à 1345, Aymery de Châlus fut envoyé comme légat pontifical dans le royaume de Naples, dont Clément VI était suzerain, afin de reprendre la main au moment où les rivalités entre les branches de la famille d'Anjou après la mort de Robert Ier (Robert d'Anjou), faisaient basculer le royaume dans la confusion et l'anarchie. Il n'y parvint pas, et le pouvoir monarchique se disloqua.

## Fiction
Aimery (avec un « i ») de Châlus est le nom donné à l'un des personnages principaux du jeu historique Via Temporis mais également de la série de romans jeunesse Via Temporis publiée par Scrinéo Jeunesse.